# Martyn Ware
Martyn Ware, född 19 maj 1956 i Sheffield, är en brittisk musiker, kompositör och musikproducent. Han är grundare av elektropopbanden The Human League (1977) och Heaven 17 (1980) samt produktionsbolaget British Electric Foundation (1980). Han har varit en framgångsrik producent åt andra artister, bland andra Tina Turner, Terence Trent D'Arby och Erasure. Han har även givit ut två album, Pretentious (1999) och Spectrum Pursuit Vehicle (2001), tillsammans med Vince Clarke och arbetat med ljuddesign.
Martyn Ware är född och uppvuxen i Sheffield men bor numera i Primrose Hill i centrala London med fru och två barn.